# Europamästerskapen i orientering 2022
Europamästerskapen i orientering 2022 arrangerades i Rakvere, Estland 3-7 augusti 2022. Tävlingarna skulle ursprungligen ha hållits 2020, men sköts upp på grund av Covid-19-pandemin. Detta var de första Europamästerskap med skogsdistanser som hölls efter uppdelningen i skogs- respektive sprintmästerskap.

## Medaljörer

### Damer

#### Långdistans[1]
1. Venla Harju,  Finland 1:29:52
2. Tove Alexandersson,  Sverige 1:30:09
3. Marika Teini,  Finland 1:30:44

#### Medeldistans[2]
1. Simona Aebersold,  Schweiz 35:40
2. Evely Kaasiku,  Estland 37:07
3. Venla Harju,  Finland 38:30

### Herrar

#### Långdistans[1]
1. Martin Regborn,  Sverige 1:39:18
2. Eskil Kinneberg,  Norge 1:39:49
3. Elias Kuukka,  Finland 1:40:24

#### Medeldistans[2]
1. Albin Ridefelt,  Sverige 35:40
2. Anton Johansson,  Sverige 35:57
3. Gustav Bergman,  Sverige 36:17

### Stafett[3]

#### Damer
1. Sverige (Lina Strand, Sara Hagström, Tove Alexandersson) 1:49:18
2. Tjeckien (Vendula Horcickova, Adela Finstrlova, Tereza Janosikova) 1:54:28
3. Norge (Ane Dyrkorn,  Marie Olaussen,  Andrine Benjaminsen) 1:55:32

#### Herrar
1. Norge (Magne Daehli, Kasper Fosser, Eskil Kinneberg) 1:46:44
2. Sverige (Viktor Svensk, Isac von Krusenstierna, Max Peter Bejmer) 1:48:15
3. Schweiz (Daniel Hubmann, Florian Howald, Matthias Kyburz) 1:48:25